# Tollensov reagent
Tollensov reagent je kemijski reagent, ki se uporablja za določanje prisotnosti alifatskih in aromatskih aldehidnih ter α-hidroksiketonskih funkcionalnih skupin. Reagent je sestavljen iz raztopine srebrovega nitrata (AgNO3) in amonijaka (NH3). Ime je dobil po svojem odkritelju, nemškem kemiku Bernhardu Tollensu. Pozitiven Tollensov test označuje oborina elementarnega srebra, ki se pogosto pojavlja kot značilno »srebrno zrcalo« na notranji površini reakcijske posode.

## Laboratorijska priprava
Zaradi svojega kratkega roka trajanja ta reagent na tržišču ni na voljo komercialno, pač pa zahteva sprotno svežo pripravo v laboratoriju. Običajna priprava ima dva koraka. Najprej nekaj kapljic razredčenega natrijevega hidroksida (NaOH) dodamo vodni raztopini srebrovega nitrata. Hidroksidni ioni (OH−) pretvorijo srebrov akvakompleks v srebrov oksid (Ag2O), ki se obori kot rjava trdnina: 
2 AgNO3 (aq) + 2 NaOH (aq) →  Ag2O (s)  +  2 NaNO3 (aq) + H2O (l)
V naslednjem koraku se doda dovoljšna raztopina amonijaka, da se raztopi rjavi srebrov(I) oksid. Dobljena zmesna raztopina vsebuje kompleks [Ag(NH3)2]+, ki je glavna sestavina Tollensovega reagenta. Natrijev hidroksid se ponovno tvori:
Ag2O (s) + 4 NH3 (aq) +  2 NaNO3 (aq) +  H2O (l)   →   2 [Ag(NH3)2]NO3 (aq) + 2 NaOH (aq)
Druga možnost je, da se raztopina amonijaka doda neposredno v raztopino srebrovega nitrata. Sprva bo amonijak spodbudil nastanek trdnega srebrovega oksida, vendar z dodatnim amonijakom se ta trdna oborina raztaplja, kar povzroči nastanek bistre raztopine kompleksa diaminsrebra(I) ([Ag(NH3)2]+). Filtriranje reagenta pred uporabo pomaga preprečevati lažno pozitivne rezultate.

## Uporaba

### Kvalitativna organska analiza
Ko je prisotnost karbonilne skupine potrjena z z 2,4-dinitrofenilhidrazinom (znanim tudi kot Bradyjev reagent ali 2,4-DNPH ali 2,4-DNP), se lahko Tollensov reagent uporabi za razlikovanje med ketonom in aldehidom. Tollensov reagent daje negativni test za večino ketonov, pri čemer so na primer α-hidroksiketoni izjema.
Test temelji na predpostavki, da se aldehidi dosti laže oksidirajo v primerjavi s ketoni; to je posledica karbonil vsebujočega ogljika v aldehidu, ki imajo nase vezan vodik. Kompleks diaminsrebro(I) v zmesi je oksidant in je ključni reaktant v Tollensovem reagentu. Test se običajno izvaja v epruveti, v topli vodni kopeli.
Pri pozitivnem testu kompleks diaminsrebro(I) oksidira aldehid do karboksilatnega iona in se v procesu reducira do elementarnega srebra in vodne raztopine amonijaka. Elementarno srebro se obori iz raztopine, občasno na notranjo površino reakcijske posode, kar daje videz značilnega "srebrovega zrcala". Karboksilatni ion se bo v kislem pretvoril do ustrezne karboksilne kisline. Karboksilna kislina v reakciji ne nastaja neposredno, saj slednja poteka pri alkalnih pogojih. Ionske enačbe za celokupno reakcijo so prikazane spodaj; R pomeni alkilno skupino.
2 [Ag(NH3)2]+ (aq) + RCHO (aq) + H2O (l)  →  2 Ag (s) + 4 NH3 (aq) + RCOOH (aq) + 2 H+ (aq)
Tollensov reagent se lahko uporablja tudi za dokazovanje prisotnosti terminalnih alkinov (RC2H). V tem primeru nastane bela oborina srebrovega acetilida (AgC2R). Drug test temelji na reakciji furfurala s floroglucinolom, pri čemer nastane obarvana spojina z večjo molarno absorptivnostjo.
Tako Tollensov kot Fehlingov reagent dajeta pozitivni test za mravljično kislino, ki je se popolnoma oksidira do vode in ogljikovega dioksida.

### Barvanje
V anatomski patologiji se amoniakalni srebrov nitrat uporablja pri barvanju Fontana-Masson, ki je srebrna barvna tehnika, ki se uporablja za odkrivanje melanina, argentafina in lipofuscina v tkivnih odsekih. Melanin in drugih chromaffins zmanjšanje srebrovega nitrata za kovinsko srebro.

### Srebrno zrcaljenje
Tollensov reagent se uporablja tudi za nanos srebrnega zrcala na steklenino, na primer na notranjost izolirane vakuumske posode. Reducent za tak nanos je glukoza (aldoza). Za visokokakovostno srebrovo zrcalo je potrebna čista steklenina. Če se želi povečati hitrost nanosa na steklene površine, se lahko to predhodno obdela s kositrovim(II) kloridom, stabiliziranim v raztopini klorovodikove kisline.
Za nanose, ki zahtevajo najvišjo optično kakovost, kot na primer teleskopna zrcala, je uporaba kositrovega(II) klorida problematična, saj ustvarja v nanometrsko hrapavost in zmanjšuje odbojnost. Metode za proizvodnjo teleskopnih zrcal vključujejo dodatne aditive za povečanje adhezije in filmske odpornosti, npr. Martinova metoda, ki vključuje vinsko kislino in etanol.

## Varnost
Star reagent se lahko uniči z razredčeno kislino, da se prepreči nastanek zelo eksplozivnega srebrovega nitrida.